# سوق الغرب
سوق الغرب مدينة لبنانبة تقع في قضاء عاليه أحد أقضية محافظة جبل لبنان. دعيت كذلك لأنها كانت سوقا لمنطقة الغرب في الجبل. غنية بغابات الصنوبر وتشرف على خليج بيروت مما يعطيها المناظر الطبيعية الخلابة. وهي تعد الآن من ضواحي مدينة عاليه. يحدها قرى بمكين وعين السيدة وعين الرمانة ومن الجنوب قرية كيفون.

## أعلام
- دارين حمزة
- غريغوار حداد
- نجيب متري الصليبي